# Công nghiệp anime
Ngành công nghiệp anime đã phát triển đáng kể trong những năm vừa qua, đặc biệt là ở bên ngoài Nhật Bản. Nó đã nhanh chóng lan truyền đến toàn thế giới và gia tăng nhiều loại giấy phép, phim, và OVA tại một số khu vực đã tăng ngày càng nhiều. Animax, được công nhận như là mạng lưới anime lớn nhất và duy nhất phát sóng anime trong 24 tiếng ở trên thế giới, nó phát sóng chương trình anime ở Nhật Bản, Đài Loan, Hồng Kông, Đông Nam Á, tiểu lục địa Ấn Độ, khu vực Mỹ Latinh và Hàn Quốc.

## Tổng quan

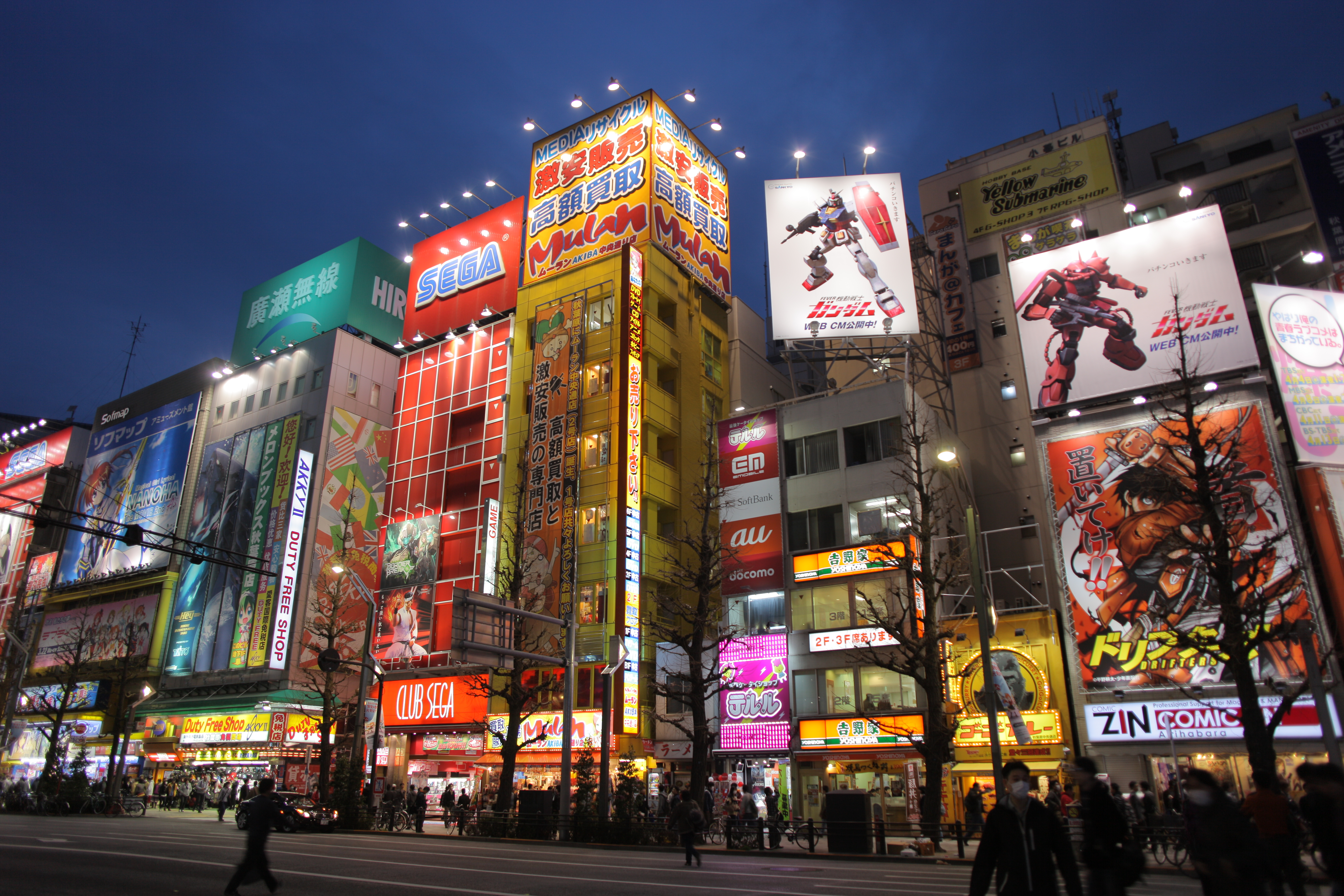
Quận Akihabara ở Tokyo rất nổi tiếng với người hâm mộ anime và manga cũng như tiểu văn hóa otaku tại Nhật Bản.

Năm 2004, ngành công nghiệp anime có khoảng 440 công ty sản xuất với một số xưởng phim lớn (Toei Animation, Gainax, Madhouse, Gonzo, Sunrise, Bones, TMS Entertainment, Nippon Animation, P.A.Works, Studio Pierrot, Studio Ghibli), khoảng 70% xưởng phim nhỏ với 30 nhân viên hoặc ít hơn. Năm 2015, Nhật Bản có khoảng 622 công ty chế tác anime với khoảng 50.000 người làm việc, 542 công ty có trụ sở tại Tokyo chiếm 87,1% tổng số công ty anime Nhật Bản. Nhiều xưởng phim thuộc hiệp hội thương mại Hiệp hội Hoạt hình Nhật Bản, những người hoạt động trong ngành thuộc nghiệp đoàn Hiệp hội Tác giả hoạt hình Nhật Bản. Các xưởng phim cũng thường hợp tác cùng nhau để sản xuất các dự án phức tạp và tốn kém hơn, giống như cách thực hiện Sen và Chihiro ở thế giới thần bí của Studio Ghibli. Một tập anime có thể cần chi phí từ khoảng 100.000 US$ - 300.000 US$ để chế tác. Sự phổ biến và thành công của anime được nhận thấy qua lợi nhuận của thị trường DVD với đóng góp gần 70% doanh thu. Theo báo cáo năm 2016 của Nihon Keizai Shimbun, các đài truyền hình Nhật Bản đã mua cấp phép anime hơn 60 tỷ JP¥ từ các công ty sản xuất 'trong vài năm qua', so với dưới 20 tỷ JP¥ từ nước ngoài. Sự gia tăng mạnh mẽ trong việc bán các phim cho nhiều đài truyền hình ở Nhật Bản đến từ anime đêm khuya với khán thính giả mục tiêu là đối tượng trưởng thành, mang lại nhiều lợi nhuận 'hơn một sản phẩm ngách' ở nước ngoài. Pokémon cuối thập niên 1990 đã xóa bỏ khái niệm "thị trường Nhật Bản quan trọng nhất, thị trường ngách ở nước ngoài". Mặc dù anime chiếu rạp thành công trong nhiều năm (Ghost in the Shell, các phim của Miyazaki Hayao), nhưng anime truyền hình nội địa vẫn đóng vai trò trụ cột ngành công nghiệp với doanh thu hàng năm hơn 5 tỷ US$ và gấp 10 lần doanh thu chiếu rạp. Anime thị trường nước ngoài dần phát triển từ thị trường ngách thành thị trường đại chúng, trở thành một thị phần trong công nghiệp cấp phép. Năm 2016, xếp hạng cấp phép Toei Animation thứ 26 thế giới với doanh thu bán lẻ 2,6 tỷ US$, Viz Media xếp hạng 150 thế giới với doanh thu bán lẻ 60 triệu US$. Sen và Chihiro ở thế giới thần bí (năm 2001) là phim có doanh thu cao nhất tại Nhật Bản, và xếp thứ hai trong danh sách anime có doanh thu cao nhất toàn cầu sau Your Name – Tên cậu là gì?. Anime hiện diện phần lớn trong danh sách các phim Nhật Bản có doanh thu cao nhất hàng năm, chiếm sáu vị trí trong nhóm 10 phim doanh thu cao nhất năm 2014 cũng như năm 2015 và năm 2016.
Anime phải được cấp phép từ các công ty tại nhiều quốc gia khác nhau để được phát hành hợp pháp. Mặc dù anime đã được những chủ sở hữu người Nhật cấp phép phát hành bên ngoài Nhật Bản từ ít nhất khoảng những năm 1960, cấp phép thực tế hình thành rõ ràng tại Hoa Kỳ vào cuối những năm 1970 đến đầu những năm 1980, khi nhiều loạt phim truyền hình như Gatchaman và Captain Harlock đã được cấp phép từ các công ty mẹ Nhật Bản để phân phối tại thị trường Hoa Kỳ. Xu hướng phân phối anime tại Hoa Kỳ vẫn tiếp tục vào những năm 1980 với các tựa phim như Voltron và 'sự sáng tạo' trong các loạt phim mới như Robotech thông qua việc sử dụng các chất liệu lấy từ một số loạt phim nguyên tác khác.
Cấp phép bản quyền đắt, thường là hàng trăm ngàn US$ cho một loạt phim dài tập và hàng chục ngàn US$ cho một bộ phim điện ảnh. Giá cả rất khác nhau, ví dụ như giá Jinki Ekusutendo chỉ 91.000 US$ để được cấp phép trong khi Kurau Fantomu Memorī có giá 960.000 US$. Truyền hình trực tuyến trên internet có thể ít tốn kém hơn với giá khoảng 1.000 US$ - 2.000 US$ mỗi tập, nhưng cũng có thể tốn kém hơn với một số bộ phim có giá hơn 200.000 US$ mỗi tập.
Ngành công nghiệp khó tránh việc vừa khen ngợi và chỉ trích với các fansub khi đính kèm các bản dịch phụ đề không được cấp phép cũng như không nhận ủy quyền của các loạt anime dài tập hoặc anime chiếu rạp. Các fansub ban đầu phân phối trên những cassette VHS lậu vào thập niên 1980, cung cấp miễn phí và được phổ biến trực tuyến từ những năm 1990. Thói quen này làm tăng lo ngại về quyền tác giả và vi phạm bản quyền, những người hâm mộ tự dịch phim có xu hướng tuân thủ một luật bất thành văn để loại bỏ và không còn phân phối một anime khi một phiên bản phụ đề hoặc chuyển ngữ chính thức đã được cấp phép. Họ cũng cố gắng khuyến khích những người xem mua một bản sao chính thức đã phát hành bằng tiếng Anh, dù fansub thường vẫn tiếp tục phát hành thông qua mạng chia sẻ tệp. Ngay cả như vậy, các quy định dễ tính của ngành công nghiệp anime Nhật Bản có xu hướng bỏ qua những vấn đề này, cho phép điều đó phát triển ngầm và do đó tăng mức độ phổ biến cho đến khi có một nhu cầu cho các bản phát hành chất lượng cao chính thức từ các công ty hoạt hình. Điều này đã dẫn đến sự phổ biến toàn cầu với hoạt hình Nhật Bản, đạt doanh số 40 triệu US$ vào năm 2004.
Tính pháp lý quốc tế của anime trên internet đã thay đổi trong những năm gần đây nhờ dịch vụ stream, cấp phép anime trên Crunchyroll tính đến cuối năm 2017 đạt 100 triệu US$.

## Hệ thống

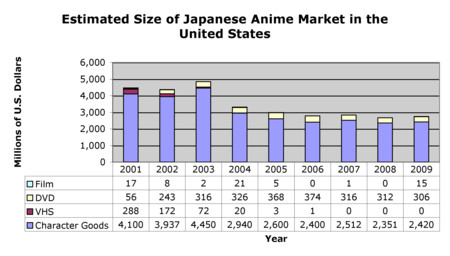
Thị trường công nghiệp anime tại Hoa Kỳ, giai đoạn 2002 - 2009.

Tổ chức Xúc tiến Mậu dịch Nhật Bản (JETRO) đánh giá thị trường anime nội địa Nhật Bản đạt giá trị rơi vào khoảng 2,4 nghìn tỷ JP¥, trong đó khoảng 2 nghìn tỷ JP¥ từ các sản phẩm được cấp phép vào năm 2005. JETRO báo cáo rằng doanh thu xuất khẩu anime ở nước ngoài năm 2004 lên tới 2 nghìn tỷ JP¥ (18 tỷ US$). Tổ chức này ước tính giá thị trường anime Nhật Bản tại Hoa Kỳ (bao gồm cả vật phẩm nhân vật) đã đạt 4,84 tỷ US$ vào năm 2003 và sau đó giảm còn 2,829 tỷ US$ năm 2007. Doanh thu phát hành DVD và băng đĩa tại Hoa Kỳ đạt đỉnh vào năm 2002 với doanh thu 415 triệu US$, trước khi giảm xuống còn 306 triệu US$ năm 2009 và 200 triệu US$ năm 2010. JETRO nhận định rằng thị trường anime tại Hoa Kỳ ở mức 520 tỷ JP¥ (5,2 tỷ US$), bao gồm 500 triệu US$ doanh thu video tại gia và hơn 4 tỷ US$ từ các sản phẩm được cấp phép vào năm 2005. Thị trường anime tại Trung Quốc trị giá 21 tỷ US$ vào năm 2017 và dự kiến đạt 31 tỷ US$ vào năm 2020. Điều tra của Bộ Kinh tế, Thương mại và Công nghiệp, doanh thu từ anime nội địa của Nhật Bản luôn chiếm 65% thị phần tổng doanh thu thị trường anime toàn cầu trong những năm cuối thập niên 1990.
Kim ngạch xuất khẩu ngành công nghiệp anime của Nhật Bản luôn ở mức tăng trưởng: năm 2002 đạt 1.203,7 tỷ JP¥, năm 2005 tăng lên 1.685,1 tỷ JP¥, năm 2006 giảm còn 1.681,5 tỷ JP¥; từ năm 2010 quy mô ngành công thiệp liên tục tăng lên, năm 2011 đạt 855,1 tỷ JP¥. Hiệp hội Hoạt hình Nhật Bản công bố thị trường anime nội địa tại Nhật Bản năm 2007 đạt 239,6745 tỷ JP¥ (2,26 tỷ US$) giảm 7,45% so với 258,7 tỷ JP¥ (2,41 tỷ US$) năm 2006, nguyên nhân do doanh thu anime truyền hình năm 2007 (47,5 tỷ JP¥, 442 triệu US$) giảm 16% so với 55,5 tỷ JP¥ (520 triệu US$) năm 2006. Dự án phân tích thị trường hoạt hình của MDRI công bố năm 2015 về giá trị thị trường hoạt hình nội địa và nhập khẩu từ nước ngoài năm 2013 đạt mức cao kỷ lục của ngành công nghiệp 2.428 tỷ JP¥ so với 2.415 tỷ JP¥ năm 2006 theo tỷ giá hối đoái hiện hành. Nghiên cứu gồm hoạt hình Nhật Bản và hoạt hình nước ngoài được bán hoặc phân phối tại Nhật Bản với các nhóm: hoạt hình sân khấu, bán băng đĩa tại gia và cho thuê phim hoạt hình, hoạt hình truyền hình và phân phối trực tuyến. MDRI đánh giá kết quả tích cực có thể từ các loạt phim chủ lực, thị trường phim nội địa hoạt động tốt ngay cả với phim phương Tây, thị trường băng đĩa tại gia hồi phục sau bảy năm, phân phối internet mở rộng ảnh hưởng; tuy nhiên thị trường anime truyền hình 2013 đã giảm nhẹ so với năm 2012 do sụt giảm tổng thể của thị trường truyền hình vệ tinh và truyền hình cáp.
Bộ Nội vụ và Truyền thông năm 2016 báo cáo anime chiếm 80% doanh thu về quyền tiếp thị gồm: truyền thanh truyền hình không dây, phân phối trực tuyến, DVD và băng cassette. Teikoku Databank công bố nghiên cứu vào tháng 8 năm 2018 với 255 công ty (90% công ty được khảo sát có trụ sở tại Tokyo và 150 công ty thành lập sau năm 2000) cho biết lần đầu tiên trong bảy năm thì thu nhập trung bình của mỗi xưởng phim đạt 800 triệu JP¥ so với mức trung bình đạt đỉnh 1,175 tỷ JP¥ năm 2007; sự suy giảm vài năm trước do số lượng công ty mới gia tăng và gia công thuê ngoài từ các quốc gia châu Á. Quy mô nhiều xưởng phim còn nhỏ: 82 xưởng phim thu nhập dưới 100 triệu JP¥ và 72 xưởng phim thu nhập từ 100 triệu JP¥ - 300 triệu JP¥; 86 công ty có năm người hoặc ít hơn, 83 xưởng phim có từ 6 đến 20 người, 51 xưởng phim có từ 21 đến 50 người. Các xưởng phim là nhà thầu chính hoặc nhà thầu phụ vốn lớn thu nhập đạt 1,65 tỷ JP¥, trong khi các xưởng phim chuyên biệt thu nhập 273 triệu JP¥. Gia tăng thu nhập của nhà thầu chính do stream và cấp phép bản quyền từ ủy ban sản xuất, các xưởng phim nhỏ hơn phải cạnh tranh khốc liệt dẫn đến giá chế tác giảm và tăng số phim phải nhận dù nhân viên ít.
| Doanh thu thị trường anime toàn cầu theo báo cáo của Hiệp hội Hoạt hình Nhật Bản (AJA), giai đoạn 2002-2017 | Doanh thu thị trường anime toàn cầu theo báo cáo của Hiệp hội Hoạt hình Nhật Bản (AJA), giai đoạn 2002-2017 | Doanh thu thị trường anime toàn cầu theo báo cáo của Hiệp hội Hoạt hình Nhật Bản (AJA), giai đoạn 2002-2017 | Doanh thu thị trường anime toàn cầu theo báo cáo của Hiệp hội Hoạt hình Nhật Bản (AJA), giai đoạn 2002-2017 | Doanh thu thị trường anime toàn cầu theo báo cáo của Hiệp hội Hoạt hình Nhật Bản (AJA), giai đoạn 2002-2017 | Doanh thu thị trường anime toàn cầu theo báo cáo của Hiệp hội Hoạt hình Nhật Bản (AJA), giai đoạn 2002-2017 | Doanh thu thị trường anime toàn cầu theo báo cáo của Hiệp hội Hoạt hình Nhật Bản (AJA), giai đoạn 2002-2017 | Doanh thu thị trường anime toàn cầu theo báo cáo của Hiệp hội Hoạt hình Nhật Bản (AJA), giai đoạn 2002-2017 | Doanh thu thị trường anime toàn cầu theo báo cáo của Hiệp hội Hoạt hình Nhật Bản (AJA), giai đoạn 2002-2017 | Doanh thu thị trường anime toàn cầu theo báo cáo của Hiệp hội Hoạt hình Nhật Bản (AJA), giai đoạn 2002-2017 | Doanh thu thị trường anime toàn cầu theo báo cáo của Hiệp hội Hoạt hình Nhật Bản (AJA), giai đoạn 2002-2017 | Doanh thu thị trường anime toàn cầu theo báo cáo của Hiệp hội Hoạt hình Nhật Bản (AJA), giai đoạn 2002-2017                                                                                            |
| --- | --- | --- | --- | --- | --- | --- | --- | --- | --- | --- | --- |
| Năm | 2000 | 2001 | 2002 | 2003 | 2004 | 2005 | 2006 | 2007 | 2008 | 2009 | Điều chỉnh số liệu của AJA trong "báo cáo công nghiệp 2018". Theo số liệu "báo cáo công nghiệp 2017" của doanh thu anime toàn cầu năm 2015 đạt 1,8207 nghìn tỷ JP¥ và năm 2016 đạt 2,009 nghìn tỷ JP¥. |
| Doanh thu (nghìn tỷ JP¥) | - | - | 1,0948 | 1,1187 | 1,2208 | 1,3032 | 1,3499 | 1,3139 | 1,3789 | 1,2542 | Điều chỉnh số liệu của AJA trong "báo cáo công nghiệp 2018". Theo số liệu "báo cáo công nghiệp 2017" của doanh thu anime toàn cầu năm 2015 đạt 1,8207 nghìn tỷ JP¥ và năm 2016 đạt 2,009 nghìn tỷ JP¥. |
| Năm | 2010 | 2011 | 2012 | 2013 | 2014 | 2015(*) | 2016(*) | 2017 | 2018 | 2019 | Điều chỉnh số liệu của AJA trong "báo cáo công nghiệp 2018". Theo số liệu "báo cáo công nghiệp 2017" của doanh thu anime toàn cầu năm 2015 đạt 1,8207 nghìn tỷ JP¥ và năm 2016 đạt 2,009 nghìn tỷ JP¥. |
| Doanh thu (nghìn tỷ JP¥) | 1,3131 | 1,3295 | 1,3333 | 1,4709 | 1,6299 | 1,8215 | 1,9924 | 2,1527 | - | - | Điều chỉnh số liệu của AJA trong "báo cáo công nghiệp 2018". Theo số liệu "báo cáo công nghiệp 2017" của doanh thu anime toàn cầu năm 2015 đạt 1,8207 nghìn tỷ JP¥ và năm 2016 đạt 2,009 nghìn tỷ JP¥. |
| - "Báo cáo công nghiệp anime 2016" của Hiệp hội Hoạt hình Nhật Bản (AJA), tổng doanh thu thị trường anime toàn cầu đạt 1,8 nghìn tỷ JP¥ năm 2015 (18,1 tỷ US$) tăng khoảng 12% so với 1,63 nghìn tỷ JP¥ (13,5 tỷ US$) năm 2014; tổng doanh thu thị trường anime toàn cầu năm 2014 tăng trưởng 10% so với 1,49 nghìn tỷ JP¥ (12,4 tỷ US$) năm 2013. Tăng trưởng năm 2014 một phần thành công nhờ bản quyền stream tại Trung Quốc năm 2014; năm 2013 ghi nhận tăng trưởng 68,2% các sự kiện và hội chợ triển lãm liên quan đến anime (các buổi hòa nhạc và nhạc kịch); năm 2016 ghi nhận mức tăng 78,7% trong cấp phép stream tại Trung Quốc. Cũng theo báo cáo này, giá trị xuất khẩu nước ngoài đạt 34,9 tỷ JP¥ (306 triệu US$) năm 2015 tăng so với 14,5 tỷ JP¥ năm 2014 và Trung Quốc chiếm hơn một nửa trong mức tăng, vượt qua doanh số xuất khẩu nước ngoài cao nhất 31,3 tỷ JP¥ năm 2005; có thể là bong bóng kinh tế do căng thẳng tranh chấp lãnh thổ giữa Nhật Bản và Trung Quốc cũng như khả năng ràng buộc cấm phát sóng hoạt hình nước ngoài trong giờ vàng tại Trung Quốc năm 2006. - "Báo cáo công nghiệp anime 2017" của AJA, tổng doanh thu thị trường anime năm 2016 đạt kỷ lục 2,0009 nghìn tỷ JP¥ (17,5 tỷ US$) tăng 9,9% so với 1,83 nghìn tỷ JP¥ năm 2015, "ngành công nghiệp cảm thấy ít lợi ích mặc dù tăng trưởng bùng nổ" bởi sự tăng trưởng chủ yếu từ xuất khẩu nước ngoài. Thị trường nội địa chỉ tăng 3,8% so với năm 2013 do 'chuyển đổi không thành công' từ các kênh phân phối truyền thống sang kênh phân phối mới; xuất khẩu nước ngoài tăng 171,9% từ 282,3 tỷ JP¥ (2,631 tỷ US$) năm 2013 lên đến mức cao kỷ lục 767,6 tỷ JP¥ (7,154 tỷ US$) năm 2016. Năm 2016, Trung Quốc dỡ bỏ lệnh cấm nhập khẩu anime chiếu rạp của năm 2012, một số công ty Trung Quốc đầu tư vào 'ủy ban sản xuất' hoạt hình Nhật Bản từ năm 2016 và thuê xưởng phim Nhật Bản gia công hoạt hình nguyên tác Trung Quốc, biến động chính trị Hệ thống phòng thủ tên lửa tầm cao giai đoạn cuối (THAAD) giữa Trung Quốc và Hàn Quốc. Khảo sát từ 19 công ty hoạt hình Nhật Bản, nhập khẩu nhiều nhất từ thị trường Trung Quốc (335 phim), Hàn Quốc (308 phim), Đài Loan (230 phim), Hoa Kỳ (228 phim). | | | | | | | | | | | |

| Số lượng anime phát sóng trên truyền hình Nhật Bản của Hiệp hội Hoạt hình Nhật Bản (AJA), giai đoạn 1963-2016 | Số lượng anime phát sóng trên truyền hình Nhật Bản của Hiệp hội Hoạt hình Nhật Bản (AJA), giai đoạn 1963-2016 | Số lượng anime phát sóng trên truyền hình Nhật Bản của Hiệp hội Hoạt hình Nhật Bản (AJA), giai đoạn 1963-2016 | Số lượng anime phát sóng trên truyền hình Nhật Bản của Hiệp hội Hoạt hình Nhật Bản (AJA), giai đoạn 1963-2016 | Số lượng anime phát sóng trên truyền hình Nhật Bản của Hiệp hội Hoạt hình Nhật Bản (AJA), giai đoạn 1963-2016 | Số lượng anime phát sóng trên truyền hình Nhật Bản của Hiệp hội Hoạt hình Nhật Bản (AJA), giai đoạn 1963-2016 | Số lượng anime phát sóng trên truyền hình Nhật Bản của Hiệp hội Hoạt hình Nhật Bản (AJA), giai đoạn 1963-2016 | Số lượng anime phát sóng trên truyền hình Nhật Bản của Hiệp hội Hoạt hình Nhật Bản (AJA), giai đoạn 1963-2016 | Số lượng anime phát sóng trên truyền hình Nhật Bản của Hiệp hội Hoạt hình Nhật Bản (AJA), giai đoạn 1963-2016 | Số lượng anime phát sóng trên truyền hình Nhật Bản của Hiệp hội Hoạt hình Nhật Bản (AJA), giai đoạn 1963-2016 | Số lượng anime phát sóng trên truyền hình Nhật Bản của Hiệp hội Hoạt hình Nhật Bản (AJA), giai đoạn 1963-2016 | Số lượng anime phát sóng trên truyền hình Nhật Bản của Hiệp hội Hoạt hình Nhật Bản (AJA), giai đoạn 1963-2016 | Số lượng anime phát sóng trên truyền hình Nhật Bản của Hiệp hội Hoạt hình Nhật Bản (AJA), giai đoạn 1963-2016 | Số lượng anime phát sóng trên truyền hình Nhật Bản của Hiệp hội Hoạt hình Nhật Bản (AJA), giai đoạn 1963-2016 | Số lượng anime phát sóng trên truyền hình Nhật Bản của Hiệp hội Hoạt hình Nhật Bản (AJA), giai đoạn 1963-2016 | Số lượng anime phát sóng trên truyền hình Nhật Bản của Hiệp hội Hoạt hình Nhật Bản (AJA), giai đoạn 1963-2016 | Số lượng anime phát sóng trên truyền hình Nhật Bản của Hiệp hội Hoạt hình Nhật Bản (AJA), giai đoạn 1963-2016 | Số lượng anime phát sóng trên truyền hình Nhật Bản của Hiệp hội Hoạt hình Nhật Bản (AJA), giai đoạn 1963-2016 |
| Năm | Mới | Tiếp nối | Năm | Mới | Tiếp nối | Năm | Mới | Tiếp nối | Năm | Mới | Tiếp nối | Năm | Mới | Tiếp nối | Năm | Mới | Tiếp nối |
| --- | --- | --- | --- | --- | --- | --- | --- | --- | --- | --- | --- | --- | --- | --- | --- | --- | --- |
| - | - | - | 1970 | 16 | 12 | 1980 | 39 | 22 | 1990 | 43 | 42 | 2000 | 67 | 42 | 2010 | 135 | 60 |
| - | - | - | 1971 | 16 | 15 | 1981 | 45 | 24 | 1991 | 48 | 37 | 2001 | 128 | 39 | 2011 | 164 | 56 |
| - | - | - | 1972 | 16 | 13 | 1982 | 42 | 32 | 1992 | 50 | 41 | 2002 | 103 | 51 | 2012 | 159 | 63 |
| 1963 | 6 | 1 | 1973 | 18 | 10 | 1983 | 43 | 32 | 1993 | 35 | 35 | 2003 | 123 | 66 | 2013 | 193 | 78 |
| 1964 | 3 | 6 | 1974 | 20 | 14 | 1984 | 41 | 37 | 1994 | 53 | 33 | 2004 | 139 | 64 | 2014 | 232 | 90 |
| 1965 | 14 | 5 | 1975 | 21 | 14 | 1985 | 24 | 31 | 1995 | 48 | 39 | 2005 | 136 | 72 | 2015 | 233 | 108 |
| 1966 | 12 | 11 | 1976 | 22 | 15 | 1986 | 37 | 26 | 1996 | 49 | 36 | 2006 | 195 | 84 | 2016 | 266 | 90 |
| 1967 | 15 | 12 | 1977 | 30 | 20 | 1987 | 33 | 28 | 1997 | 54 | 32 | 2007 | 159 | 91 | 2017 | 230 | 110 |
| 1968 | 15 | 13 | 1978 | 25 | 27 | 1988 | 40 | 30 | 1998 | 92 | 40 | 2008 | 155 | 76 | - | - | - |
| 1969 | 19 | 11 | 1979 | 37 | 26 | 1989 | 50 | 27 | 1999 | 103 | 46 | 2009 | 152 | 66 | - | - | - |
| Số lượng anime chiếu rạp tại Nhật Bản của Hiệp hội Hoạt hình Nhật Bản (AJA), giai đoạn 2000-2016 | | | | | | | | | | | | | | | | | |
| Năm | 2000 | 2001 | 2002 | 2003 | 2004 | 2005 | 2006 | 2007 | 2008 | 2009 | 2010 | 2011 | 1012 | 2013 | 2014 | 2015 | 2016 |
| Số lượng | 31 | 33 | 46 | 25 | 31 | 36 | 45 | 51 | 31 | 46 | 55 | 54 | 59 | 63 | 73 | 86 | 81 |
| Phút | 1.900 | 2.035 | 2.730 | 1728 | 2.249 | 2.254 | 3.041 | 3.728 | 2.586 | 3.739 | 4.000 | 3.581 | 4.713 | 4.782 | 4.764 | 6.046 | 6.097 |
| Doanh thu (tỷ JP¥) | 19,2 | 50,5 | 21,8 | 19,1 | 40,2 | 18,8 | 28,9 | 21,6 | 34,8 | 31,1 | 33,7 | 28,5 | 40,9 | 47 | 41,7 | 47,7 | 66,3 |
| Năm 1981, trung bình một tuần có hơn 100 chương trình hoạt hình trên các kênh truyền hình của Nhật Bản. Lượng phim sản xuất tăng từ 124 bộ năm 2000 lên đến 306 bộ năm 2006, sau đó giảm xuống còn 288 bộ năm 2008. Tính đến năm 2007, số lượng anime truyền hình sản xuất hàng năm gấp ba lần so với thập niên 1980 nhờ anime đêm khuya và phân phối internet. Chủ tịch AJA là Yamaguchi Yasuo miêu tả công nghiệp anime năm 2009 như 'một bong bóng kinh tế bùng nổ vài năm trước. Thị trường đang trên đà giảm do tỷ lệ sinh giảm và đại suy thoái'. Lượng phim sản xuất năm 2016 đạt 356 phim truyền hình (90 phim chiếu tiếp nối và 266 phim mới), tăng so với 341 phim trong năm 2015 và tiếp tục xu hướng tăng lên bắt đầu từ năm 2011. | | | | | | | | | | | | | | | | | |

| Thị trường phân phối internet của công nghiệp anime tại Nhật Bản, giai đoạn 2002-2016 | Thị trường phân phối internet của công nghiệp anime tại Nhật Bản, giai đoạn 2002-2016 | Thị trường phân phối internet của công nghiệp anime tại Nhật Bản, giai đoạn 2002-2016 | Thị trường phân phối internet của công nghiệp anime tại Nhật Bản, giai đoạn 2002-2016 | Thị trường phân phối internet của công nghiệp anime tại Nhật Bản, giai đoạn 2002-2016 | Thị trường phân phối internet của công nghiệp anime tại Nhật Bản, giai đoạn 2002-2016 | Thị trường phân phối internet của công nghiệp anime tại Nhật Bản, giai đoạn 2002-2016 | Thị trường phân phối internet của công nghiệp anime tại Nhật Bản, giai đoạn 2002-2016 | Thị trường phân phối internet của công nghiệp anime tại Nhật Bản, giai đoạn 2002-2016 | Thị trường phân phối internet của công nghiệp anime tại Nhật Bản, giai đoạn 2002-2016 | Thị trường phân phối internet của công nghiệp anime tại Nhật Bản, giai đoạn 2002-2016 | Thị trường phân phối internet của công nghiệp anime tại Nhật Bản, giai đoạn 2002-2016 |
| --- | ------------------------------------------------------------------------------------- | ------------------------------------------------------------------------------------- | ------------------------------------------------------------------------------------- | ------------------------------------------------------------------------------------- | ------------------------------------------------------------------------------------- | ------------------------------------------------------------------------------------- | ------------------------------------------------------------------------------------- | ------------------------------------------------------------------------------------- | ------------------------------------------------------------------------------------- | ------------------------------------------------------------------------------------- | ------------------------------------------------------------------------------------- |
| Năm | 2002                                                                                  | 2003                                                                                  | 2004                                                                                  | 2005                                                                                  | 2006                                                                                  | 2007                                                                                  | 2008                                                                                  | 2009                                                                                  | 2010                                                                                  | 2011                                                                                  | 2012                                                                                  |
| Doanh thu (JP¥) | 0,2 tỷ                                                                                | 1 tỷ                                                                                  | 1,8 tỷ                                                                                | 4,1 tỷ                                                                                | 8,4 tỷ                                                                                | 9,8 tỷ                                                                                | 10,2 tỷ                                                                               | 12,3 tỷ                                                                               | 14,9 tỷ                                                                               | 16 tỷ                                                                                 | 27,2 tỷ                                                                               |
| Năm | 2013                                                                                  | 2014                                                                                  | 2015                                                                                  | 2016                                                                                  | 2017                                                                                  | -                                                                                     | -                                                                                     | -                                                                                     | -                                                                                     | -                                                                                     | -                                                                                     |
| Doanh thu (JP¥) | 34 tỷ                                                                                 | 40,8 tỷ                                                                               | 43.7 tỷ                                                                               | 47,8 tỷ                                                                               | 54 tỷ                                                                                 | -                                                                                     | -                                                                                     | -                                                                                     | -                                                                                     | -                                                                                     | -                                                                                     |
| Thị trường băng đĩa tại gia của công nghiệp anime tại Nhật Bản, giai đoạn 2001-2017 |                                                                                       |                                                                                       |                                                                                       |                                                                                       |                                                                                       |                                                                                       |                                                                                       |                                                                                       |                                                                                       |                                                                                       |                                                                                       |
| Năm | Loại hình                                                                             | Doanh thu (JP¥)                                                                       | Doanh thu (JP¥)                                                                       | Doanh thu (JP¥)                                                                       | Doanh thu (JP¥)                                                                       | Doanh thu (JP¥)                                                                       | Doanh thu (JP¥)                                                                       | Doanh thu (JP¥)                                                                       | Doanh thu (JP¥)                                                                       | Doanh thu (JP¥)                                                                       | Nghiên cứu dữ liệu                                                                    |
| Năm | Loại hình                                                                             | Anime hướng đến trẻ em                                                                | Anime hướng đến trẻ em                                                                | Anime hướng đến trẻ em                                                                | Anime hướng đến trẻ em                                                                | Anime hướng đến người trưởng thành                                                    | Anime hướng đến người trưởng thành                                                    | Anime hướng đến người trưởng thành                                                    | Anime hướng đến người trưởng thành                                                    | Tổng                                                                                  | Nghiên cứu dữ liệu                                                                    |
| Năm | Loại hình                                                                             | Đĩa phim                                                                              | Thị phần phát hành                                                                    | Doanh thu                                                                             | Thị phần doanh thu                                                                    | Đĩa phim                                                                              | Thị phần phát hành                                                                    | Doanh thu                                                                             | Thị phần doanh thu                                                                    | Tổng                                                                                  | Nghiên cứu dữ liệu                                                                    |
| 2001 | Cassette - Đĩa lade - VCD - DVD                                                       | 6.717.928                                                                             | 8,7%                                                                                  | 22,267 tỷ                                                                             | 7,6%                                                                                  | 9.313.338                                                                             | 12,1%                                                                                 | 43,037 tỷ                                                                             | 14,6%                                                                                 | 65,304 tỷ                                                                             | Hiệp hội Phần mềm video Nhật Bản (JVA)                                                |
| 2002 | Cassette - Đĩa lade - VCD - DVD                                                       | 4.811.205                                                                             | 5,6%                                                                                  | 16,042 tỷ                                                                             | 4,9%                                                                                  | 17.243.046                                                                            | 20,2%                                                                                 | 74,53 tỷ                                                                              | 23 %                                                                                  | 90,572 tỷ                                                                             | Hiệp hội Phần mềm video Nhật Bản (JVA)                                                |
| 2003 | Cassette - Đĩa lade - VCD - DVD                                                       | 4.152.457                                                                             | 4,4%                                                                                  | 16,072 tỷ                                                                             | 4,6%                                                                                  | 13.389.524                                                                            | 14,1%                                                                                 | 66,245 tỷ                                                                             | 18,9%                                                                                 | 82,317 tỷ                                                                             | Hiệp hội Phần mềm video Nhật Bản (JVA)                                                |
| 2004 | Cassette - DVD                                                                        | 3.913.846                                                                             | 3,5%                                                                                  | 13,401 tỷ                                                                             | 3,6%                                                                                  | 12.658.023                                                                            | 11,5%                                                                                 | 58,785 tỷ                                                                             | 15,7%                                                                                 | 72,186 tỷ                                                                             | Hiệp hội Phần mềm video Nhật Bản (JVA)                                                |
| 2005 | Cassette - DVD                                                                        | 4.393.859                                                                             | 3.8%                                                                                  | 13,722 tỷ                                                                             | 3,7%                                                                                  | 18.430.346                                                                            | 16,1%                                                                                 | 83,405 tỷ                                                                             | 22,5%                                                                                 | 97,127 tỷ                                                                             | Hiệp hội Phần mềm video Nhật Bản (JVA)                                                |
| 2006 | Cassette - DVD                                                                        | 3.903.544                                                                             | 3,7%                                                                                  | 14,912 tỷ                                                                             | 4,5%                                                                                  | 17.918.005                                                                            | 17%                                                                                   | 80,116 tỷ                                                                             | 24,2%                                                                                 | 95,028 tỷ                                                                             | Hiệp hội Phần mềm video Nhật Bản (JVA)                                                |
| 2007 | DVD                                                                                   | 3.122.911                                                                             | 3,2%                                                                                  | 9,254 tỷ                                                                              | 2,9%                                                                                  | 17.668.466                                                                            | 18,3%                                                                                 | 80,176 tỷ                                                                             | 25,3%                                                                                 | 89,43 tỷ                                                                              | Hiệp hội Phần mềm video Nhật Bản (JVA)                                                |
| 2008 | DVD - DVD HD - Blu-ray - UMD                                                          | 2.535.361                                                                             | 2,9%                                                                                  | 7,52 tỷ                                                                               | 2,6%                                                                                  | 16.757.885                                                                            | 19,5%                                                                                 | 70,383 tỷ                                                                             | 24,6%                                                                                 | 77,903 tỷ                                                                             | Hiệp hội Phần mềm video Nhật Bản (JVA)                                                |
| JETRO cho rằng việc phân phối trái phép, bao gồm các phim phụ đề của fansub chia sẻ trên mạng ngang hàng hoặc stream bản quyền trực tuyến khiến doanh số bán DVD giảm sút. Asahi Shimbun báo cáo rằng có những người coi anime phát sóng trên truyền hình là hình thức quảng cáo 30 phút cho các bản phát hành đĩa phim tại gia, một nhà sản xuất cho biết đĩa phim không bán được do người hâm mộ nhận ra ngày càng nhiều phim cùng thể loại với các yếu tố bishōjo và mecha được thêm vào nhằm bán sản phẩm. |                                                                                       |                                                                                       |                                                                                       |                                                                                       |                                                                                       |                                                                                       |                                                                                       |                                                                                       |                                                                                       |                                                                                       |                                                                                       |
| 2009 | DVD - Blu-ray - UMD                                                                   | 1.933.678                                                                             | 2,2%                                                                                  | 5,738 tỷ                                                                              | 2,1%                                                                                  | 15.689.547                                                                            | 17,9%                                                                                 | 67,920 tỷ                                                                             | 24,8%                                                                                 |                                                                                       | Hiệp hội Phần mềm video Nhật Bản (JVA)                                                |
| 2010 | DVD - Blu-ray - UMD                                                                   | 1.981.584                                                                             | 2,2%                                                                                  | 5,938 tỷ                                                                              | 2,2%                                                                                  | 14.873.977                                                                            | 16,5%                                                                                 | 70,008 tỷ                                                                             | 26,3%                                                                                 |                                                                                       | Hiệp hội Phần mềm video Nhật Bản (JVA)                                                |
| 2011 | DVD - Blu-ray                                                                         | 2.407.691                                                                             | 2,9%                                                                                  | 6,772 tỷ                                                                              | 2,6%                                                                                  | 14.490.855                                                                            | 17,6%                                                                                 | 68,517 tỷ                                                                             | 26,2%                                                                                 |                                                                                       | Hiệp hội Phần mềm video Nhật Bản (JVA)                                                |
| 2012 | DVD - Blu-ray                                                                         | 2.562.062                                                                             | 3%                                                                                    | 7,176 tỷ                                                                              | 2,8%                                                                                  | 13.273.126                                                                            | 15,7%                                                                                 | 66,956 tỷ                                                                             | 25,9%                                                                                 |                                                                                       | Hiệp hội Phần mềm video Nhật Bản (JVA)                                                |
| 2013 | DVD - Blu-ray                                                                         | 2.006.127                                                                             | 2,4%                                                                                  | 6,155 tỷ                                                                              | 2,4%                                                                                  | 15.706.682                                                                            | 19,1%                                                                                 | 74,580 tỷ                                                                             | 29,6%                                                                                 |                                                                                       | Hiệp hội Phần mềm video Nhật Bản (JVA)                                                |
| 2014 | DVD - Blu-ray                                                                         | 1.965.503                                                                             | 2,5%                                                                                  | 7,424 tỷ                                                                              | 3,2%                                                                                  | 12.976.748                                                                            | 16,4%                                                                                 | 64,352 tỷ                                                                             | 28,0%                                                                                 |                                                                                       | Hiệp hội Phần mềm video Nhật Bản (JVA)                                                |
| 2015 | DVD - Blu-ray                                                                         | 2.042.455                                                                             | 2,8%                                                                                  | 6,468 tỷ                                                                              | 3%                                                                                    | 11.699.832                                                                            | 16,1%                                                                                 | 58,512 tỷ                                                                             | 26,8%                                                                                 |                                                                                       | Hiệp hội Phần mềm video Nhật Bản (JVA)                                                |
| 2016 | DVD - Blu-ray                                                                         | 1.629.122                                                                             | 2,2%                                                                                  | 4,234 tỷ                                                                              | 2,1%                                                                                  | 10.366.816                                                                            | 14,2%                                                                                 | 50,926 tỷ                                                                             | 24,9%                                                                                 |                                                                                       | Hiệp hội Phần mềm video Nhật Bản (JVA)                                                |
| 2017 | DVD - Blu-ray                                                                         | 1.398.849                                                                             | 2,2%                                                                                  | 3,819 tỷ                                                                              | 2%                                                                                    | 11.022.965                                                                            | 17,4%                                                                                 | 50,818 tỷ                                                                             | 27,1%                                                                                 |                                                                                       | Hiệp hội Phần mềm video Nhật Bản (JVA)                                                |
| ITmedia cho biết một anime truyền hình thành công tại Nhật Bản khi bán được 10.000 đĩa, nhưng đã giảm xuống 30% còn 7.000 - 8.000 đĩa và tiếp tục giảm. Bong bóng kinh tế băng đĩa tại gia bùng nổ thập niên 2000 khi một hộp đĩa anime truyền hình phát hành lần đầu đạt 100.000 bản và thất bại khi bán được 4.000 - 5.000 bản; xu hướng giảm từ giai đoạn 2007-2008 khi mỗi hộp đĩa anime bắt đầu bán ít hơn 1.000 bản và thành công lớn khi đạt 5.000 bản. Nguyên nhân do số lượng anime mới được sản xuất quá nhiều, sự phổ biến các dịch vụ phát trực tuyến bản quyền, doanh thu cấp phép từ thị trường quốc tế, các ủy ban sản xuất ngày càng ít phụ thuộc vào doanh số bán đĩa, không có biện pháp hiệu quả chống vi phạm bản quyền. Trường hợp ủy ban sản xuất của anime Fantomu in za Towairaito ngừng bán đĩa phim thể hiện sự suy giảm của thị trường băng đĩa tại Nhật Bản, trái ngược với thị trường Bắc Mỹ. |                                                                                       |                                                                                       |                                                                                       |                                                                                       |                                                                                       |                                                                                       |                                                                                       |                                                                                       |                                                                                       |                                                                                       |                                                                                       |

Năm 2005, Tổ chức Xúc tiến Mậu dịch Nhật Bản (JETRO) công bố chi phí sản xuất một tập anime truyền hình 30 phút là gần 10 triệu JP¥, thậm chí có những trường hợp các công ty anime chỉ nhận được 5 triệu JP¥. Năm 2007, giáo sư Masuda Hiromu cho biết một tập anime truyền hình thời lượng 30 phút có giá 11 triệu JP¥ - 14 triệu JP¥. Năm 2009, đạo diễn diễn hoạt Osamu Yamasaki nói rằng ngân sách một tập anime truyền hình là 10 triệu JP¥, cần 4.000 - 5.000 khung hình mỗi tập. Theo Viện nghiên cứu Phát triển Truyền thông Nhật Bản (MDRI), ngân sách một tập anime truyền hình dài 30 phút năm 2010 là 11 triệu JP¥ (138.000 US$); một tập sử dụng khoảng 5.000 khung hình với giá khoảng 3 US$ mỗi khung hình. Năm 2015, nhà sáng tạo CG Sakaki Masamune cho biết ngân sách anime truyền hình 13 tập khoảng 250 triệu JP¥ (2 triệu US$), họa sĩ diễn hoạt Takamatsu Shinji cho rằng ngân sách một anime truyền hình là 150 triệu JP¥ - 200 triệu JP¥ (1,2 triệu US$ - 1,6 triệu US$), nhà sản xuất anime Shirobako thừa nhận ngân sách 500 triệu JP¥ (4 triệu US$) cho 24 tập phim. Năm 2017, ngân sách sản xuất một tập anime truyền hình 30 phút là 10 triệu JP¥ - 25 triệu JP¥, anime truyền hình 13 tập khoảng 200 triệu JP¥. Đạo diễn Takamatsu Shinji cho rằng ngân sách một anime truyền hình khoảng 13 tập cần 100 triệu JP¥ - 200 triệu JP¥ (910.000 US$ - 1,82 triệu US$). Năm 2018, nhà sản xuất Fukuhara Yoshitada tiết lộ ngân sách khoảng 15 triệu JP¥ một tập anime truyền hình; nếu mỗi họa sĩ diễn hoạt nhận 300.000 JP¥ một tháng cũng như các nhân sự khác có một mức lương và ngày nghỉ hợp lý cần ngân sách 40 triệu JP¥ cho một tập anime truyền hình.
| Sản xuất anime truyền hình chuyển thể theo các loại hình truyền thông tại Nhật Bản, giai đoạn 1960-2000. | Sản xuất anime truyền hình chuyển thể theo các loại hình truyền thông tại Nhật Bản, giai đoạn 1960-2000. | Sản xuất anime truyền hình chuyển thể theo các loại hình truyền thông tại Nhật Bản, giai đoạn 1960-2000. | Sản xuất anime truyền hình chuyển thể theo các loại hình truyền thông tại Nhật Bản, giai đoạn 1960-2000. | Sản xuất anime truyền hình chuyển thể theo các loại hình truyền thông tại Nhật Bản, giai đoạn 1960-2000. | Sản xuất anime truyền hình chuyển thể theo các loại hình truyền thông tại Nhật Bản, giai đoạn 1960-2000. | Sản xuất anime truyền hình chuyển thể theo các loại hình truyền thông tại Nhật Bản, giai đoạn 1960-2000. | Sản xuất anime truyền hình chuyển thể theo các loại hình truyền thông tại Nhật Bản, giai đoạn 1960-2000. |
| Giai đoạn                                                                                                | anime nguyên tác                                                                                         | manga | light novel / tiểu thuyết                                                                                | video game                                                                                               | vật phẩm                                                                                                 | khác | không xác định                                                                                           |
| --- | --- | --- | --- | --- | --- | --- | --- |
| 1960 | 50% | 40% | 3% | - | - | 4% | - |
| 1970 | 52% | 27% | 19% | - | - | 2% | - |
| 1980 | 35% | 36% | 17% | 1% | 2% | 6% | 3% |
| 1990 | 30% | 37% | 7% | 4% | 2% | 8% | 12% |
| 2000 | 26% | 33% | 8% | 11% | 2% | 13% | 6% |
| Anime không dựa vào hình thức truyền thông khác gọi là original anime (anime nguyên tác).                | | | | | | | |

Sản xuất anime được đài truyền hình và công ty lớn quảng cáo tài trợ chi phí sản xuất từ cuối thập niên 1980 đến đầu thập niên 1990 (thời điểm đó xưởng phim có một vị trí trong ngân sách); sau đó "ủy ban sản xuất" xuất hiện và chiếm ưu thế từ đầu thập niên 1990, ước tính gần 80% anime năm 2010 được sản xuất theo hệ thống ủy ban sản xuất. Công nghiệp anime hiện tại gồm bốn yếu tố chính: ủy ban sản xuất, nhà thầu chính, nhà thầu phụ chuyên biệt, khách hàng. Ủy ban sản xuất thường gồm đài truyền hình, nhà xuất bản manga, nhà phân phối, công ty quảng cáo, công ty sản xuất mô hình nhân vật, hãng phát triển trò chơi điện tử, hãng thu âm, nhà tài trợ sản phẩm đi kèm. Các xưởng phim lớn thường là nhà thầu chính được ủy ban sản xuất đặt hàng một bộ phim, nhà thầu phụ chuyên biệt là các xưởng phim nhỏ hoặc các họa sĩ diễn hoạt tự do được thuê theo hợp đồng cho mỗi lần sản xuất. Xưởng phim hiếm khi thuộc ủy ban sản xuất vì thường ký hợp đồng sau khi 'ủy ban sản xuất' thành lập, một số trường hợp ngoại lệ được tham gia khi sở hữu anime nguyên tác (original anime) hoặc tham gia theo tỷ lệ góp vốn. "Ủy ban sản xuất" nắm giữ bản quyền cấp phép, phân phối; xưởng phim thường chỉ nhận thu nhập từ chế tác. Một 'công ty thư ký' thuộc 'ủy ban sản xuất' chịu trách nhiệm phân chia cổ tức giữa các công ty, quản lý ngân sách và ký kết hợp đồng sản xuất với xưởng phim; 'công ty thư ký' nhận được một khoản phí quản lý từ tổng doanh thu. Ví dụ bản quyền cấp phép Suzumiya Haruhi (2006) thuộc sở hữu của ủy ban sản xuất gồm Kadokawa Shoten, Lantis, Kyōto Animation và một công ty quảng cáo. Trong chương trình Hangout Plus phát sóng ngày 11 tháng 3 năm 2019, đạo diễn Taniguchi Gorō cho rằng anime truyền hình hiện tại thiên về nội dung cuộc sống thường ngày hơn, một anime truyền hình với những phát triển 'phiền muộn' như Code Geass sẽ khó được bật đèn xanh hơn so với 10 năm trước; 'ủy ban sản xuất' bị tách khỏi người hâm mộ và họ không biết yếu tố nào sẽ tạo ra hoặc không tạo ra một bom tấn. Anime được sản xuất thông qua một hệ thống xuyên quốc gia với nút thắt chính Nhật Bản và các xưởng phim liên kết gia công hoạt họa thuê ngoài khắp châu Á từ cuối thập niên 1960. Hệ thống sản xuất anime xuyên quốc gia tăng mạnh trong thập niên 1970 và thập niên 1980, được tiếp tục trong thập niên 1990 và thập niên 2000, vẫn xuất hiện trên quy mô lớn tới ngày nay với những nguồn quỹ từ Trung Quốc và Hoa Kỳ cùng các dịch vụ trực tuyến toàn cầu. Xưởng phim tại Nhật Bản có thể thuê họa sĩ diễn hoạt tự do hoặc họa sĩ từ xưởng phim khác, hoặc từ các quốc gia khu vực châu Á như Hàn Quốc, Việt Nam, Philippines, Đài Loan, Trung Quốc và phương Tây. Shirobako được chế tác bởi xưởng phim PA Works và Warner Entertainment Japan, một phần gia công được liên kết thuê ngoài tại quốc gia khác (Hanil Animation, YABES và TAP). Một số xưởng phim tại Nhật Bản sản xuất anime theo 'hệ thống đối tác': xưởng phim nắm giữ bản quyền cấp phép, các công ty đối tác (như Prime Video, Netflix) trả phí bản quyền cho xưởng phim và tập trung vào phân phối. Mô hình 'ủy ban sản xuất' nhận khoảng 90% doanh thu từ băng đĩa tại gia, nếu doanh số đạt 3.000 đĩa Blu-ray/DVD bán ra trong tuần đầu tiên tại Nhật Bản thì anime mùa thứ hai và thứ ba được xúc tiến sản xuất; doanh thu mô hình 'hệ thống đối tác' (như Prime Video, Netflix) từ phát trực tuyến và khoảng 10% từ băng đĩa tại gia. Hình thức sản xuất anime gọi vốn cộng đồng cũng hình thành tại Nhật Bản như Kick-Heart (2013), Little Witch Academia (2013), Under the Dog (2016), Góc khuất của thế giới (2016). Xưởng phim hoạt hình Nhật Bản thường có một nhóm chuyên xem xét từng phân cảnh trong mỗi bộ phim với mục đích phát hiện các thương hiệu nối tiếng, các áp phích và bản vẽ phần hậu cảnh thuộc quyền tác giả hoặc những điều tương tự gây ra vi phạm bản quyền; giải pháp xin cấp phép quyền tác giả, giễu nhại hoặc đặt lại tên thương hiệu nổi tiếng. Sản xuất anime được liên kết truyền thông hỗn hợp với các loại hình truyền thông khác như manga, light novel, video game từ thập niên 1960 (Astro Boy, Tetsujin 28-go). Light novel Suzumiya Haruhi phổ biến trong truyền thông đại chúng thập niên 2000; sau đó được Kadokawa Shoten xúc tiến chuyển thể sang anime truyền hình, manga, video game. Theo Tân Hoa Xã, công nghiệp anime Nhật Bản gồm một nhóm nhà sáng tạo hoạt hình số lượng lớn và trưởng thành, quy mô thị trường tác phẩm phái sinh có thể gấp 8 đến 10 lần thị trường phát sóng nội dung.

## Nhân lực

### Họa sĩ diễn hoạt
Họa sĩ diễn hoạt tại Nhật Bản thuộc danh mục luật pháp của hợp đồng lao động xác định thời hạn, đó là việc làm có thời hạn và không cùng lợi ích với việc làm lâu dài. Năm 2004, họa sĩ diễn hoạt tại một xưởng phim nhỏ ở Tokyo có thể nhận 50.000 JP¥ một tháng. Theo khảo sát năm 2005 của Geidankyo, 73,7% họa sĩ kịch bản phân cảnh có thu nhập dưới 1 triệu JP¥ một năm và nhận trung bình 187 JP¥ (1,6 US$) mỗi khung hình, họa sĩ kịch bản phân cảnh chiếm 80% tổng mức lương chi trả. Năm 2007, Hiệp hội Tác giả hoạt hình Nhật Bản (JAniCA) công bố: họa sĩ kịch bản phân cảnh hoàn thành kịch bản phân cảnh một tập phim 30 phút trong ba tuần với thu nhập 220.000 JP¥ - 230.000 JP¥ (1.900 US$ - 2.000 US$), thu nhập trung bình 70.000 JP¥ (600 US$) một tuần tương đương 3,36 triệu JP¥ (28.800 US$) một năm và không có ngày nghỉ; họa sĩ diễn hoạt khung chính nhận 3.000 JP¥ (25 US$) một phân cảnh và hoàn thành hai phân cảnh khung chính trong 10-15 giờ một ngày, thu nhập trung bình 6.000 JP¥ (50 US$) một ngày tương đương 2,16 triệu JP¥ (18.400 US$) một năm và không có ngày nghỉ. Ngày 8 tháng 10 năm 2007, xưởng phim Anime International Company thừa nhận ngân sách khoảng 1 triệu JP¥ cho một anime truyền hình, họa sĩ diễn hoạt khung chính và họa sĩ dàn cảnh nhận 2.000 JP¥ mỗi phân cảnh. Năm 2017, The Hollywood Reporter cho biết một họa sĩ diễn hoạt khung chính ở độ tuổi 30 kiếm được 24.500 US$ mỗi năm và trợ lý trẻ nhận 9.750 US$.
| Nghiên cứu điều kiện làm việc trong công nghiệp anime Nhật Bản | Nghiên cứu điều kiện làm việc trong công nghiệp anime Nhật Bản | Nghiên cứu điều kiện làm việc trong công nghiệp anime Nhật Bản | Nghiên cứu điều kiện làm việc trong công nghiệp anime Nhật Bản | Nghiên cứu điều kiện làm việc trong công nghiệp anime Nhật Bản | Nghiên cứu điều kiện làm việc trong công nghiệp anime Nhật Bản |
| Chỉ số | Chỉ số                                                         | 2005                                                           | 2009                                                           | 2015                                                           | 2019                                                           |
| --- | -------------------------------------------------------------- | -------------------------------------------------------------- | -------------------------------------------------------------- | -------------------------------------------------------------- | -------------------------------------------------------------- |
| Khảo sát nghiên cứu | Khảo sát nghiên cứu                                            | Geidankyo                                                      | JAniCA                                                         | Geidankyo, JAniCA                                              | DNP, JAniCA                                                    |
| Thời gian | Thời gian                                                      | 10-2-2015 đến -                                                | 1-10-2008 đến 28-2-2009                                        | 1-8-2014 đến 30-9-2014                                         | 6-11-2018 đến 19-12-2018                                       |
| Số người khảo sát | Số người khảo sát                                              | 83                                                             | 728                                                            | 759                                                            | 382                                                            |
| Tỷ lệ nam khảo sát Tỷ lệ nữ khảo sát | Tỷ lệ nam khảo sát Tỷ lệ nữ khảo sát                           | 58,8% 39,2%                                                    | 59,3% 40,2%                                                    | 60,1% 39,3%                                                    | 57,6% 41,4%                                                    |
| Tuổi trung bình | Tuổi trung bình                                                | 33,7                                                           | 31,9                                                           | 34,27                                                          | 39,26                                                          |
| Năm kinh nghiệm trung bình | Năm kinh nghiệm trung bình                                     | 12,6                                                           | 10,8                                                           | 11,5                                                           | 16,3                                                           |
| Lương trung bình hàng năm | Lương trung bình hàng năm                                      | -                                                              | 2,552 triệu JP¥                                                | 3,328 triệu JP¥                                                | 4,408 triệu JP¥                                                |
| Giờ làm trung bình | ngày                                                           | 10,02 giờ                                                      | 10,05 giờ                                                      | 11,03 giờ                                                      | 9,66 giờ                                                       |
| Giờ làm trung bình | tháng                                                          | -                                                              | 273 giờ                                                        | 262,6 giờ                                                      | 230,97 giờ                                                     |
| Ngày nghỉ hàng tháng | Ngày nghỉ hàng tháng                                           | 3,7                                                            | 4,01                                                           | 4,63                                                           | 5,4                                                            |
| Theo khảo sát năm 2005 của Geidankyo, 49,5% cảm thấy mức lương không thỏa đáng, 90% cảm thấy trợ cấp và hưu trí không đủ; trong đó thu nhập trung bình năm dưới 1 triệu JP¥ (8.500 US$) chiếm 26,8%, từ 1 triệu JP¥ - 2 triệu JP¥ (17.000 US$) chiếm 19,6%, từ 2 triệu JP¥ - 3 triệu JP¥ (25.700 US$) chiếm 18,6%. JAniCA năm 2007 công bố 20%-30% họa sĩ diễn hoạt nhận 1 triệu JP¥ một năm, thu nhập trung bình 6.000 JP¥ - 10.000 JP¥ một tháng. Năm 2008, Hiệp hội Tác giả hoạt hình Nhật Bản (JAniCA) tiết lộ 90% họa sĩ diễn hoạt và đạo diễn làm việc tự do, thu nhập trung bình hàng năm của nhóm 30 tuổi và 40 tuổi là 3 triệu JP¥ (30.000 US$). Thu nhập trung bình năm theo khảo sát năm 2009 của Hiệp hội Tác giả hoạt hình Nhật Bản: nhóm 20 tuổi là 1,1 triệu JP¥ (11.600 US$), nhóm tuổi 30 là 2,14 triệu JP¥ (22.600 US$); trong đó 47% không có hợp đồng lao động với một công ty sản xuất anime, 38% không được kiểm tra sức khỏe. Đạo diễn Osamu Yamasaki tiết lộ mức lương anime truyền hình năm 2009: - đạo diễn diễn hoạt nhận khoảng 300.000 JP¥ (3.300 US$) một tập trong một tháng rưỡi, mức lương tháng khoảng 200.000 JP¥ (2.200 US$). - đạo diễn phim truyền hình nhận 200.000 JP¥ - 250.000 JP¥ (2.200 US$ - 2.700 US$) một tập, có thể làm 25 - 26 tập anime truyền hình một năm với mức lương khoảng 500.000 JP¥ (5.400 US$) một tháng. - đạo diễn âm thanh nhận 150.000 JP¥ - 180.000 JP¥ (1.600 US$ - 2.000 US$) một tập trong hai ngày, có thể thực hiện ba tập một tuần với mức lương 1,8 triệu JP¥ (20.000 US$) một tháng. - biên kịch nhận 180.000 JP¥ (2.000 US$) một tập, thực hiện một đến hai tập một tháng với mức lương tháng 300.000 JP¥. Nếu biên kịch thực hiện ba tập trở lên hoặc tiền bản quyền một phim bom tấn thì nhận khoảng 10 triệu JP¥ (111.000 US$) một năm. - nhóm nhiếp ảnh gồm bốn hoặc năm thành viên nhận 800.000 JP¥ - 1 triệu JP¥ (8.700 US$ - 11.000 US$) một tập trong bốn ngày, mức lương 4 triệu JP¥ (44.000 US$) một tháng. - họa sĩ diễn hoạt xen khung nhận 250 JP¥ (2,65 US$) một khung hình. - họa sĩ diễn hoạt khung chính thiếu kinh nghiệm nhận 4.000 JP¥ (44 US$) một cảnh phim. Thu nhập trung bình hàng năm trong công nghiệp anime theo khảo sát của Hiệp hội Tác giả hoạt hình Nhật Bản (JAniCA) vào năm 2015: - họa sĩ diễn hoạt xen khung (dōga): 1,113 triệu JP¥ (9.259 US$) - họa sĩ diễn hoạt khung chính lần 2: 1,127 triệu JP¥ (9.392 US$) - họa sĩ diễn hoạt hoàn thiện (shiage): 1,149 triệu JP¥ (16.268 US$) - kiểm tra hoạt họa xen khung: 2,607 triệu JP¥ (21.726 US$) - họa sĩ diễn hoạt khung chính (genga): 2,817 triệu JP¥ (23.513 US$) - họa sĩ tô màu khung chính: 3,335 triệu JP¥ (27.790 US$) - họa sĩ kịch bản phân cảnh: 3,723 triệu JP¥ (31.030 US$) - họa sĩ diễn hoạt 3DCG: 3,839 triệu JP¥ (31.982 US$) - đạo diễn diễn hoạt: 3,933 triệu JP¥ (32.776 US$) - thiết kế nhân vật: 5,104 triệu JP¥ (42.602 US$) - nhà sản xuất: 5,420 triệu JP¥ (45.174 US$) - tổng đạo diễn diễn hoạt: 5,638 triệu JP¥ (46.900 US$) - đạo diễn phim: 6,486 triệu JP¥ (53.960 US$) Khảo sát mức lương hàng năm trong công nghiệp anime do JAniCA công bố vào năm 2019 có 97,6% người Nhật, 1,6% người nước ngoài, 0,8% không xác định. Thu nhập trung bình năm 2019 của từng công việc tăng ít nhất 90.000 JP¥ (812 US$), đồng thời cao hơn 88.000 JP¥ (794 US$) so với thu nhập trung bình hàng năm của tất cả các ngành. Thu nhập trung bình năm 2019 của nhóm 20 đến 24 tuổi là 1,55 triệu JP¥ (14.000 US$) vẫn thấp hơn 1 triệu JP¥ so với thu nhập trung bình quốc gia tại Nhật Bản; trong khi các nhóm tuổi lớn hơn đều cao hơn thu nhập trung bình quốc gia. Năm 2019, Hiệp hội Tác giả hoạt hình Nhật Bản (JAniCA) cho biết 69,6% người làm trong công nghiệp anime làm tự do hoặc tự làm chủ, có hai loại hình làm việc hiện tại: làm việc theo từng dự án, làm việc dựa trên nền tảng một tập phim hoặc một anime truyền hình. |                                                                |                                                                |                                                                |                                                                |                                                                |

Ba năm đầu tiên, họa sĩ diễn hoạt phát triển kỹ năng với vị trí họa sĩ diễn hoạt xen khung, tỷ lệ một người trong số 10 người còn trụ lại trong ngành công nghiệp sau ba năm đầu, đó là vị trí có mức lương thấp nhất. Họa sĩ diễn hoạt xen khung (dōga) thường là những người mới vào ngành, đóng vai trò như một loại hình đào tạo tại chỗ: những dōga giỏi sẽ trở thành họa sĩ diễn hoạt khung chính (genga) và các vị trí khác (nhà thiết kế nhân vật, đạo diễn diễn hoạt). Thu nhập trung bình năm của người mới thấp do lao động giá rẻ từ các quốc gia châu Á láng giềng và hợp đồng ký kết dạng nhân lực tự do không đảm bảo quyền lợi, xưởng phim nhận ngân sách không đủ lớn để trả mức lương xứng đáng cho các họa sĩ diễn hoạt, sự khắc nghiệt này xuất hiện từ thời Tezuka Osamu và kéo dài đến hiện tại. Đạo diễn Takamatsu Shinji cho rằng sử dụng công nghệ (trí tuệ nhân tạo, hoạt hình máy tính) có thể khiến các họa sĩ diễn hoạt lương thấp mất việc, nếu giảm số lượng anime và tăng chi phí sản xuất thì các nhà sản xuất cũng không chắc có thể bán được, việc đổ lỗi chi phí sản xuất anime hiện tại thấp cho Tezuka Osamu là truyền thuyết đô thị với "một nửa sự thật và một nửa nói dối" (Tezuka Osamu sản xuất Astro Boy kinh phí thấp trên truyền hình tin rằng các hãng phim khác sẽ không làm anime với giá đó, trả lương tốt cho nhân viên bằng tiền riêng và Mushi Production phá sản vào năm 1973; các nhân viên cũ của Mushi Production thành lập Sunrise năm 1972 và quyết định sản xuất anime xoay quanh một nhóm nhà sản xuất khác với xoay quanh một nhà sáng tạo duy nhất như Tezuka Osamu tại Mushi Production).
Đại diện một tổ chức phi lợi nhuận hỗ trợ họa sĩ diễn hoạt trẻ là Sugawara Jun nói rằng người mới kiếm ít nhất 60.000 JP¥ một tháng, 90% bỏ việc sau ba năm. Năm 2017, Otaku USA cho biết họa sĩ diễn hoạt xen khung có mức lương khoảng 200 JP¥ (2 US$) mỗi khung hình, có thể vẽ khoảng 200-300 khung hình mỗi tháng với mức lương dưới 600 US$. Một họa sĩ diễn hoạt xen khung người Mỹ từng làm tại Nakamura-Productions được trả 1 US$ mỗi khung hình và thu nhập khoảng 300 US$ mỗi tháng, sau đó làm tại Studio Pierrot được trả 2 US$ - 4 US$ mỗi khung hình và thu nhập khoảng 1.000 US$ mỗi tháng. Năm 2019, họa sĩ diễn hoạt Sakurai Tetsuya thừa nhận vẽ khoảng 10 xen khung một ngày, vẽ mỗi xen khung mất khoảng một giờ. Sự chú ý tỉ mỉ của anime đến các chi tiết thường bị bỏ qua trong hoạt hình phương Tây (như ẩm thực, kiến trúc, phong cảnh) khiến anime có thể mất bốn hoặc năm lần so với thời gian trung bình để vẽ. Một phân cảnh cần ba hoặc bốn họa sĩ diễn hoạt: một họa sĩ diễn hoạt khung chính thực hiện các bản vẽ thô, sau đó một họa sĩ diễn hoạt cấp cao và đạo diễn kiểm tra rồi gửi lại cho họa sĩ diễn hoạt khung chính ban đầu để chỉnh sửa, cuối cùng các bản vẽ được gửi cho một họa sĩ diễn hoạt xen khung để thực hiện các bản vẽ cuối cùng.
Các xưởng phim ở Nhật mở cửa 24 giờ, lịch làm việc cũng xuất hiện trong các ngày nghỉ lễ ở Nhật Bản, cuộc họp có thể diễn ra trong đêm hoặc cuối tuần. Họa sĩ diễn hoạt tự do thường làm việc tại nhà, yêu cầu trợ lý chạy việc đến thu thập từng khung hình hoàn chỉnh; họa sĩ diễn hoạt thực hiện nhiều dự án cùng một lúc và thường xuyên đối mặt với hạn chót hoàn thành vì số lượng nét vẽ tăng. Kịch bản phân cảnh có thể chỉ hoàn thành trước khi phát sóng một tháng nên lịch trình sản xuất ba tháng phải rút gọn thành một tháng, anime được hoàn thành trước thời gian phát sóng chỉ vài ngày hoặc vài giờ. Số lượng họa sĩ gia công gia tăng vì thời gian hoàn thành một dự án rút ngắn từ hai tháng xuống còn một tháng. Một số xưởng phim (Trigger, Kyōto Animation) thực hiện hầu hết các công việc tại xưởng và trả lương tốt cho các họa sĩ diễn hoạt. Cục Văn hóa tài trợ 214,5 triệu JP¥ (2,27 triệu US$) năm 2010 cho Dự án Đào tạo Họa sĩ diễn hoạt trẻ nhằm tạo cơ hội cho họa sĩ diễn hoạt trẻ Nhật Bản được nâng cao kỹ năng, Cục Văn hóa tài trợ dự án hàng năm dưới các gói ngân sách cùng tên. Theo Hiệp hội hỗ trợ họa sĩ diễn hoạt trẻ (AEYAC): 53% từ 153 người được khảo sát năm 2016 nhận một số hỗ trợ kinh tế từ gia đình, hơn một nửa từ 44 họa sĩ diễn hoạt có ít hơn ba năm kinh nghiệm được khảo sát năm 2017 nhận hỗ trợ kinh tế từ gia đình. Tháng 8 năm 2017, họa sĩ diễn hoạt khung chính Shibata Katsunori gọi vốn cộng đồng 981.000 JP¥ (9.000 US$) sau một tuần nhằm quyên góp tiền hỗ trợ các họa sĩ diễn hoạt gặp khó khăn; Shibata Katsunori cho rằng các họa sĩ diễn hoạt tự do kiếm được ít hơn 1,06 triệu JP¥ (9.700 US$) mỗi năm dù phải làm việc 11 giờ mỗi ngày và 6 ngày mỗi tuần. 'Dự án Ký túc xá họa sĩ diễn hoạt' hình thành năm 2014 từ gọi vốn cộng đồng tại Nhật Bản, sau đó nhận hỗ trợ từ nước ngoài nhờ đạo diễn Katabuchi Sunao và hội chợ anime Animazement ở North Carolina; dự án nhằm giúp họa sĩ diễn hoạt có thể sống gần trung tâm Tokyo với mức giá thấp và xây dựng một nhóm đồng đẳng. Trường dự bị họa sĩ diễn hoạt của xưởng phim Viện nghiên cứu Hoạt hình Tsumugi được mở vào ngày 15 tháng 4 năm 2019, đào tạo họa sĩ diễn hoạt trong hai năm nhằm loại bỏ hình thức đào tạo đưa người mới vào vị trí họa sĩ diễn hoạt xen khung với mức lương thấp.

### Diễn viên lồng tiếng
Seiyū (声優 viết tắt của koe no haiyu/ 声の俳優) là những người dựa trên sáng tạo độc đáo của riêng họ, sử dụng thanh âm (thỉnh thoảng gồm hát) để biểu diễn nghệ thuật thông qua các loại hình truyền thông khác nhau. Sự đa dạng hóa công việc của seiyū Nhật Bản gồm sáu phạm trù: lồng tiếng, phát thanh và drama CD, hát, nhân vật phát thanh (radio personality), dẫn chuyện và vai diễn khách mời, đại diện quảng bá. Seiyū xuất hiện vào năm 1925 khi người dẫn chuyện điện ảnh Tendou Kumaoka thực hiện thuyết minh Những người khốn khổ trên đài phát thanh tại Công ty phát thanh truyền hình Tokyo (tiền thân của NHK). Thập niên 1920, seiyū được gọi là "diễn viên phát thanh" và chưa được coi là một nghề nghiệp, thường là các diễn viên sân khấu thực hiện lồng tiếng cho phim truyền hình. Năm 1941, NHK mở chương trình đào tạo diễn viên lồng tiếng chuyên nghiệp do "Cơ quan Đào tạo Kênh Phát thanh Trung tâm Tokyo" (Tokyo Chuo Hoso Kyoku Senzoku Gekidan Haiyu Yosei Sho) phụ trách. Đoàn kịch truyền hình Tokyo (東京放送劇団 Tōkyō Hōsō Gekidan) thành lập năm 1942 khẳng định việc đào tạo và phát triển seiyū. Thập niên 1960, số lượng phim truyền hình nước ngoài giảm và sự chuyển hướng sang lồng tiếng anime bắt đầu. Thập niên 1970 với sự bùng nổ của anime (đặc biệt sau Uchū Senkan Yamato), cụm từ seiyū mang tính chuyên nghiệp đặc thù và được ví như "nhà ảo thuật bằng giọng nói". Seiyū mở rộng phạm vi hoạt động từ giữa thập niên 1990-2000, các tạp chí anime in hình seiyū lên ảnh bìa, các tạp chí và phóng sự ảnh của diễn viên lồng tiếng được xuất bản; các hãng sản xuất anime mời seiyū nổi bật tham dự sự kiện của họ. Seiyū Nhật Bản có công ty quản lý chuyên nghiệp (Arts Vision, Aoni Production, 81 Produce) là cầu nối giữa một seiyū và các công ty sản xuất nội dung. Các seiyū được đào tạo phóng âm thanh, ngữ điệu và dẫn chuyện, diễn xuất, múa, thanh nhạc, thần tượng seiyū. Trước khi được nhận vai lồng tiếng, seiyū sẽ thu âm một vài dòng thoại trong một cassette và gửi qua thư điện tử (thử giọng băng ghi, tape audition); sau đó cạnh tranh tại một phòng thu chuyên biệt ở xưởng phim. Thần tượng hóa seiyū vào thập niên 1990, khởi đầu xu hướng là Ōta Takako trong Creamy Mami, thiên thần phép thuật (1983) và Iijima Mari với bài hát nổi tiếng trong Chōjikū yōsai Macross: Ai Oboete Imasu ka (1984); một số seiyū trở thành ca sĩ như Hayashibara Megumi với thành tích đạt nhóm 10 trong Bảng xếp hạng Âm nhạc Album Oricon năm 1984 hay Shiina Hekiru là seiyū đầu tiên hát trong một buổi hòa nhạc tại Nippon Budokan. Một số người nước ngoài trở thành seiyū tại Nhật Bản. Từ thập niên 2010, seiyū được kỳ vọng có thể hát, múa và biểu diễn trực tiếp. Một seiyū mới được trả 15.000 JP¥ cho mỗi anime, có thể lên tới 60.000 JP¥ nếu lồng tiếng thường xuyên bốn lần một tuần.